# آدولفو باتیستا
آدولفو باتیستا (انگلیسی: Adolfo Bautista؛ زادهٔ ۱۵ مهٔ ۱۹۷۹) یک بازیکن فوتبال اهل مکزیک است.
وی همچنین در تیم ملی فوتبال مکزیک بازی کرده‌است.